# Prusly-sur-Ource
 Prusly-sur-Ource  là một xã thuộc tỉnh Côte-d’Or trong vùng Bourgogne miền đông nước Pháp.